# Nome sistematico degli elementi
Il nome sistematico degli elementi è costituito dal nome e dal simbolo temporanei assegnati agli elementi chimici appena scoperti e non ancora sintetizzati. In chimica, un elemento transuranico riceve un nome e un simbolo permanenti solo dopo che la sua sintesi è stata confermata. In alcuni casi, questo si è tradotto in un processo prolungato e pieno di implicazioni politiche (vedi controversia sul nome degli elementi chimici). Al fine di discutere di tali elementi senza ambiguità, l'International Union of Pure and Applied Chemistry (IUPAC) usa un insieme di regole per assegnare un nome e un simbolo sistematici temporanei a ciascuno di tali elementi. Questo approccio alla denominazione diede origine al riuscito sviluppo delle normali regole per la denominazione dei composti organici.

## Le regole IUPAC
| cifra | radice | simbolo |
| ----- | ------ | ------- |
| 0     | nil    | n       |
| 1     | un     | u       |
| 2     | b(i)   | b       |
| 3     | tr(i)  | t       |
| 4     | quad   | q       |
| 5     | pent   | p       |
| 6     | hex    | h       |
| 7     | sept   | s       |
| 8     | oct    | o       |
| 9     | en(n)  | e       |

I nomi temporanei sono derivati sistematicamente dal numero atomico dell'elemento. Ogni cifra è tradotto in una "radice numerica", secondo la tabella di destra. Le radici sono concatenate, e il nome è completato con la terminazione -io o -ium (dal suffisso latino -ium). Alcune delle radici sono latine e altre sono greche; la ragione è di evitare due cifre che iniziano con la stessa lettera. Ci sono due regole di elisione volte a evitare nomi dall'aspetto bizzarro:
- se bi o tri è seguito dalla terminazione io (ium) (cioè l'ultima cifra è 2 o 3), il risultato è -bio (-bium) o -trio (-trium), non -biio (-biium) o -triio (-triium);
- se enn è seguito da nil (cioè capita la sequenza -90-), il risultato è -ennil-, non -ennnil-.

Il simbolo sistematico è formato prendendo la prima lettera di ciascuna radice.
Il suffisso -io si sovrappone alle regole tradizionali dei suffissi chimici, così 119 e 120 sono Ununennio e Unbinilio, non Ununennino e Unbinilo.
Tutti gli elementi scoperti, cioè tutti quelli fino al numero atomico 118, hanno ricevuto nomi e simboli permanenti.

## Esempi
| Elemento 122                                                | un + bi + bi + o     | = Unbibio     | (Ubb) |
| Elemento 167                                                | un + hex + sept + io | = Unhexseptio | (Uhs) |
| Elemento 190                                                | un + en + nil + io   | = Unennilio   | (Uen) |
| Nota: Questi esempi riguardano elementi non ancora scoperti |                      |               |       |
Esempi nel periodo 8 della tavola periodica:
| Periodo 8 della tavola periodica basata sul modello del principio dell'Aufbau | Periodo 8 della tavola periodica basata sul modello del principio dell'Aufbau | Periodo 8 della tavola periodica basata sul modello del principio dell'Aufbau | Periodo 8 della tavola periodica basata sul modello del principio dell'Aufbau | Periodo 8 della tavola periodica basata sul modello del principio dell'Aufbau | Periodo 8 della tavola periodica basata sul modello del principio dell'Aufbau | Periodo 8 della tavola periodica basata sul modello del principio dell'Aufbau | Periodo 8 della tavola periodica basata sul modello del principio dell'Aufbau | Periodo 8 della tavola periodica basata sul modello del principio dell'Aufbau | Periodo 8 della tavola periodica basata sul modello del principio dell'Aufbau | Periodo 8 della tavola periodica basata sul modello del principio dell'Aufbau | Periodo 8 della tavola periodica basata sul modello del principio dell'Aufbau | Periodo 8 della tavola periodica basata sul modello del principio dell'Aufbau | Periodo 8 della tavola periodica basata sul modello del principio dell'Aufbau | Periodo 8 della tavola periodica basata sul modello del principio dell'Aufbau | Periodo 8 della tavola periodica basata sul modello del principio dell'Aufbau | Periodo 8 della tavola periodica basata sul modello del principio dell'Aufbau | Periodo 8 della tavola periodica basata sul modello del principio dell'Aufbau | Periodo 8 della tavola periodica basata sul modello del principio dell'Aufbau | Periodo 8 della tavola periodica basata sul modello del principio dell'Aufbau | Periodo 8 della tavola periodica basata sul modello del principio dell'Aufbau | Periodo 8 della tavola periodica basata sul modello del principio dell'Aufbau | Periodo 8 della tavola periodica basata sul modello del principio dell'Aufbau | Periodo 8 della tavola periodica basata sul modello del principio dell'Aufbau | Periodo 8 della tavola periodica basata sul modello del principio dell'Aufbau | Periodo 8 della tavola periodica basata sul modello del principio dell'Aufbau | Periodo 8 della tavola periodica basata sul modello del principio dell'Aufbau | Periodo 8 della tavola periodica basata sul modello del principio dell'Aufbau | Periodo 8 della tavola periodica basata sul modello del principio dell'Aufbau | Periodo 8 della tavola periodica basata sul modello del principio dell'Aufbau | Periodo 8 della tavola periodica basata sul modello del principio dell'Aufbau | Periodo 8 della tavola periodica basata sul modello del principio dell'Aufbau | Periodo 8 della tavola periodica basata sul modello del principio dell'Aufbau | Periodo 8 della tavola periodica basata sul modello del principio dell'Aufbau | Periodo 8 della tavola periodica basata sul modello del principio dell'Aufbau | Periodo 8 della tavola periodica basata sul modello del principio dell'Aufbau | Periodo 8 della tavola periodica basata sul modello del principio dell'Aufbau | Periodo 8 della tavola periodica basata sul modello del principio dell'Aufbau | Periodo 8 della tavola periodica basata sul modello del principio dell'Aufbau | Periodo 8 della tavola periodica basata sul modello del principio dell'Aufbau | Periodo 8 della tavola periodica basata sul modello del principio dell'Aufbau | Periodo 8 della tavola periodica basata sul modello del principio dell'Aufbau | Periodo 8 della tavola periodica basata sul modello del principio dell'Aufbau | Periodo 8 della tavola periodica basata sul modello del principio dell'Aufbau | Periodo 8 della tavola periodica basata sul modello del principio dell'Aufbau | Periodo 8 della tavola periodica basata sul modello del principio dell'Aufbau | Periodo 8 della tavola periodica basata sul modello del principio dell'Aufbau | Periodo 8 della tavola periodica basata sul modello del principio dell'Aufbau | Periodo 8 della tavola periodica basata sul modello del principio dell'Aufbau | Periodo 8 della tavola periodica basata sul modello del principio dell'Aufbau | Periodo 8 della tavola periodica basata sul modello del principio dell'Aufbau |
| ----------------------------------------------------------------------------- | ----------------------------------------------------------------------------- | ----------------------------------------------------------------------------- | ----------------------------------------------------------------------------- | ----------------------------------------------------------------------------- | ----------------------------------------------------------------------------- | ----------------------------------------------------------------------------- | ----------------------------------------------------------------------------- | ----------------------------------------------------------------------------- | ----------------------------------------------------------------------------- | ----------------------------------------------------------------------------- | ----------------------------------------------------------------------------- | ----------------------------------------------------------------------------- | ----------------------------------------------------------------------------- | ----------------------------------------------------------------------------- | ----------------------------------------------------------------------------- | ----------------------------------------------------------------------------- | ----------------------------------------------------------------------------- | ----------------------------------------------------------------------------- | ----------------------------------------------------------------------------- | ----------------------------------------------------------------------------- | ----------------------------------------------------------------------------- | ----------------------------------------------------------------------------- | ----------------------------------------------------------------------------- | ----------------------------------------------------------------------------- | ----------------------------------------------------------------------------- | ----------------------------------------------------------------------------- | ----------------------------------------------------------------------------- | ----------------------------------------------------------------------------- | ----------------------------------------------------------------------------- | ----------------------------------------------------------------------------- | ----------------------------------------------------------------------------- | ----------------------------------------------------------------------------- | ----------------------------------------------------------------------------- | ----------------------------------------------------------------------------- | ----------------------------------------------------------------------------- | ----------------------------------------------------------------------------- | ----------------------------------------------------------------------------- | ----------------------------------------------------------------------------- | ----------------------------------------------------------------------------- | ----------------------------------------------------------------------------- | ----------------------------------------------------------------------------- | ----------------------------------------------------------------------------- | ----------------------------------------------------------------------------- | ----------------------------------------------------------------------------- | ----------------------------------------------------------------------------- | ----------------------------------------------------------------------------- | ----------------------------------------------------------------------------- | ----------------------------------------------------------------------------- | ----------------------------------------------------------------------------- | ----------------------------------------------------------------------------- |
| Periodo 8                                                                     | 119 Uue                                                                       | 120 Ubn                                                                       | 121 Ubu                                                                       | 122 Ubb                                                                       | 123 Ubt                                                                       | 124 Ubq                                                                       | 125 Ubp                                                                       | 126 Ubh                                                                       | 127 Ubs                                                                       | 128 Ubo                                                                       | 129 Ube                                                                       | 130 Utn                                                                       | 131 Utu                                                                       | 132 Utb                                                                       | 133 Utt                                                                       | 134 Utq                                                                       | 135 Utp                                                                       | 136 Uth                                                                       | 137 Uts                                                                       | 138 Uto                                                                       | 139 Ute                                                                       | 140 Uqn                                                                       | 141 Uqu                                                                       | 142 Uqb                                                                       | 143 Uqt                                                                       | 144 Uqq                                                                       | 145 Uqp                                                                       | 146 Uqh                                                                       | 147 Uqs                                                                       | 148 Uqo                                                                       | 149 Uqe                                                                       | 150 Upn                                                                       | 151 Upu                                                                       | 152 Upb                                                                       | 153 Upt                                                                       | 154 Upq                                                                       | 155 Upp                                                                       | 156 Uph                                                                       | 157 Ups                                                                       | 158 Upo                                                                       | 159 Upe                                                                       | 160 Uhn                                                                       | 161 Uhu                                                                       | 162 Uhb                                                                       | 163 Uht                                                                       | 164 Uhq                                                                       | 165 Uhp                                                                       | 166 Uhh                                                                       | 167 Uhs                                                                       | 168 Uho                                                                       |
|                                                                               | blocco s                                                                      | blocco s                                                                      | blocco g                                                                      | blocco g                                                                      | blocco g                                                                      | blocco g                                                                      | blocco g                                                                      | blocco g                                                                      | blocco g                                                                      | blocco g                                                                      | blocco g                                                                      | blocco g                                                                      | blocco g                                                                      | blocco g                                                                      | blocco g                                                                      | blocco g                                                                      | blocco g                                                                      | blocco g                                                                      | blocco g                                                                      | blocco g                                                                      | blocco f                                                                      | blocco f                                                                      | blocco f                                                                      | blocco f                                                                      | blocco f                                                                      | blocco f                                                                      | blocco f                                                                      | blocco f                                                                      | blocco f                                                                      | blocco f                                                                      | blocco f                                                                      | blocco f                                                                      | blocco f                                                                      | blocco f                                                                      | blocco d                                                                      | blocco d                                                                      | blocco d                                                                      | blocco d                                                                      | blocco d                                                                      | blocco d                                                                      | blocco d                                                                      | blocco d                                                                      | blocco d                                                                      | blocco d                                                                      | blocco p                                                                      | blocco p                                                                      | blocco p                                                                      | blocco p                                                                      | blocco p                                                                      | blocco p                                                                      |